# Univerzitet u Nankingu
Univerzitet u Nanjigu ili Univerzitet u Nankingu (uprošćeni kineski: 南京大学; tradicionalni kineski: 南京大學; pinjin: Nánjīng Dàxué; kolokvijalno 南大, Nándà; engleski: Nanjing University ili Nanking University, skr. NJU ili NU) je nacionalni univerzitet u gradu Nanking u Kini. Predstavlja istraživački univerzitet koji integriše tradiciju i savremenost sa filozofijom prema kojoj su „Tao (priroda i načela svega u univerzumu) univerzalni za sva vremena”. Predstavlja člana Lige C9. Prema knjizi o istoriji univerziteta, nastao je u prvoj godini vladavine Jungana (258.) kada je osnovan Nanđinški carski univerzitet dasjue, te se zbog toga smatra najstarijom viskoškolskom ustanovom na svetu. Kao moderna nova škola posvećena učenju modernih nauka i tehnologije je osnovan 1902. pred kraj dinastije Ćing, a moderni univerzitet je postao 1920-ih u doba Republike Kine, kada je kao prvi kineski univerzitet kombinovao podučavanje sa istraživanjem. Pred uspostavu NR Kine 1949. ime je promenjeno od Nacionalnog centralnog univerziteta u Nanđinški univerzitet.
Uživa reputaciju kolevke moderne nauke u Kini, središta humanizma kao i renesanse moderne konfucijanske misli i kineske kulture, te se smatra prestižnom institucijom. Univerzitet već dugi niz godina biva rangiran kao jedan od najboljih istraživačkih univerziteta u Kini, i jedan od kineskih najselektivnijih univerziteta. On je plasiran među vodećim univerzitetima širom sveta na glavnim svetskim univerzitetskim rang listama. Što se tiče rezultata istraživanja, Nature Index iz 2017. svrstava Univerzitet u Nankingu na drugo mesto u Kini, treće u Aziji i dvanaesto u svetu.

## Rangiranje i reputacija

### Globalna rangiranja
Prema podacima iz 2022. godine, Univerzitet Nanking je rangiran na 7. mestu u Kini i na 95. mestu u svetu prema Tajmsovom rangiranju visokog obrazovanja svetskih univerziteta. Univerzitet Nanking se konstantno nalazi među 150 najboljih međunarodnih univerziteta rangiranih prema Akademskoj rang listi svetskih univerziteta, QS svetskoj rang listi univerziteta, Tajmsovom rangiranju visokog obrazovanja svetskih univerziteta i U.S. News & World Report. U pogledu rezultata naučnog istraživanja, godišnja tabela Nature indeksa 2022. rangirala je Univerzitet Nanking kao 5. univerzitet u Kini i azijsko-pacifičkom regionu, i 8. u svetu među globalnim univerzitetima.
Univerzitet Nanking je konstantno rangiran među najboljim univerzitetima u Aziji prema nekoliko glavnih međunarodnih rang-lista univerziteta. Zajednička THE-QS svetsak univerzitetska rangiranja 2007 rangirala je Univerzitet Nanking na 4. mesto u Kini posle Pekinga, Đinghua i Fudana, 17. u Aziji i 125. u svetu. Tajmsovo rangiranje visokog obrazovanja svetskih univerziteta 2011. godine postavio je Nanjing na 120. mesto u svetu, 16. u Aziji i 4. u Kini. U 2017. godini, Univerzitet u Nankingu je bio rangiran na 91-100 rang listi za svetsku reputaciju od strane Tajmsa višeg obrazovanja, i 114 na QS svetskom univerzitetskom rangiranju. U 2017. godini, njegovo rangiranje zapošljivosti diplomiranih je stavljeno na #101 globalno na QS rang listi zapošljivosti diplomiranih. Univerzitet Nanking je konstantno rangiran među 20 najboljih univerziteta na svetu prema Nature indeksu od 2016. godine prema Nature portfoliju.

## Spoljašnje veze
- Nanjing University
- General Alumni Association of Nanjing University Архивирано на веб-сајту  (31. јул 2019)

32° 03′ 22″ N 118° 46′ 30″ E / 32.05611° С; 118.77500° И